# Погор, Василий Васильевич
Василий Васильевич (Василе) Погор (рум. Vasile V. Pogor; 20 августа 1833, Яссы, Западная Молдавия — 20 марта 1906, там же) — румынский государственный и политический деятель, поэт, философ, переводчик, лингвист, историк искусства и литературы, литературный критик,
один из основателей литературного общества «Junimea». Министр по делам религии и образования Румынии (20 апреля 1870 — 23 мая 1870). Примар города Яссы (1880—1881, 1888—1890, 1892—1894).

## Биография
Изучал право в Парижском университете во Франции. Вернувшись в Румынию в 1857 году, работал в судебной системе, был членом трибунала г. Яссы (1857—1858) и Апелляционного суда Ясс (с 1859), вице-президентом Апелляционного суда Ясс (1869—1870, 1875—1876).
Масон. Посвящён 14 марта 1866 года в ложе «Звезда Румынии». Посвящён в степени подмастерья и мастера на одном собрании. 5 ноября 1866 года получил диплом о посвящении в 18 градус.
Консервативный политик, выступавший против либеральной и модернизационной политики Александру Иоана Кузы. Сыграл важную роль в создании Консервативной партии в Румынии, объединив различные политические клубы и масонские ложи.
После смены политического режима (1866) В. Погор был назначен префектом Ясского округа и членом Учредительного собрания. Избирался членом Палаты депутатов Румынии в 1891 году.
Посвятил себя поэзии и был одним из основателей литературного общества «Junimea». Автор нескольких работ по истории искусства и литературы, оказавших влияние на румынскую литературу, первый румынский эксперт по творчеству Шарля Бодлера. Нерелигиозный эволюционист. Интересовался буддологией.
Был женат на русской аристократке Елене Гартинг.
Похоронен на кладбище «Вечность» в Яссах.